# ایگور نیکولایف
ایگور نیکولایف (روسی: И́горь Ю́рьевич Никола́ев؛ زادهٔ ۱۷ ژانویهٔ ۱۹۶۰) خواننده، پدیدآور و آهنگ‌ساز اهل کشور روسیه است.